# Journal für die reine und angewandte Mathematik
O Journal für die reine und angewandte Mathematik ("Jornal (Periódico) para Matemática Pura e Aplicada"), também conhecido como Jornal de Crelle ou simplesmente Crelle, foi fundado por August Leopold Crelle em Berlim, em 1826, e por ele editado até seu falecimento, em 1855. Foi o primeiro periódico matemático não editado por uma academia.